# Затвореници (филм из 2013)
Затвореници (енгл. Prisoners) амерички је трилер из 2013. који је режирао Дени Вилнев по сценарију Арона Гузиковског.
Радња прати две породице из Пенсилваније чије ћу ћерке киднаповане током прославе Дана захвалности. Незадовољан истрагом полиције коју води детектив Дејвид Локи (Џејк Џиленхол), отац једне од девојчица (Хју Џекман) одлучује да узме правду у своје руке. Поред Џиленхола и Џекмана споредне улоге тумаче Вајола Дејвис, Марија Бело, Теренс Хауард, Мелиса Лио и Пол Дејно.
Филм је остварио добру зараду на биоскопским благајнама и наишао на позитивне реакције критичара, а био је номинован и за награду Оскар у категорији за најбољу фотографију.

## Радња
У малом граду у Пенсилванији, породице Довер и Берч окупљају се за Дан захвалности, али до краја вечери прослава се претвара у панику када нестану две најмлађе ћерке обе породице. Сати пролазе, а девојчице се не враћају, и постаје очигледно да су киднаповале.
Након хапшења и накнадног испитивања кључног осумњиченог Алекса Џоунса, возача комбија крај којег су се девојчице играле, он је пуштен због недостатка доказа. Џоунс се враћа кући својој тетки Холи. Келер Довер, отац једне од девојчица, одлучује да узме закон у своје руке и киднапује Џоунса, убеђен да је ментално оболели манијак. Он га држи и мучи у напуштеној кући која је некада припадала његовом мртвом оцу.
Друга прича је званична истрага случаја од стране окорелог детектива Локија. Он, проверавајући куће осумњичених, претражује подрум једног свештеника, где проналази већ распаднути леш непознате особе, са амајлијом у виду лавиринта. Свештеник у станици прича да је овај човек убијао децу и да је био поносан на то, да је то био његов рат са Богом.
После скоро недељу дана, проналази другог осумњиченог − Боба Тејлора. На зидовима његовог стана Локи открива чудне цртеже замршених лавиринта, а у једној од просторија закључане кутије са змијама и крвавом дечијом одећом.
У полицијској станици, Тејлор, уместо да одговара на питања детектива, црта још један лавиринт на комаду папира, а затим, искористивши пометњу, изврши самоубиство пуцајући у себе из пиштоља једног од полицајаца. Убрзо Локи добија обавештење да је дечја одећа украдена након нестанка девојчица, а крв на њима није људска, већ свињска.
Довер посећује Алексову тетку, Холи, која му каже да је њен муж нестао, а син умро од рака пре много година. Неколико дана касније пронађено је прва девојчица − Џој, Берчеова ћерка, жива и дрогирана. У болници, она показује на Довера и говори: „Био си тамо.” Након што је смирио шокиране девојчицине родитеље, Келер схвата шта се заиста догодило и хитно напушта болницу. Локи почиње да га јури, мислећи да је кренуо у напуштену кућу свог оца, али не проналази њега, већ заробљеног Алекса.
Довер, по други пут, одлази до Холи, наслутивши да је она киднапер и организатор читавог плана. Холи, држећи Келера на нишану, тера га да попије наркотички раствор, а затим објашњава зашто је све то урадила: да би се депресивни родитељи разочарали у Бога, у кога је и сама изгубила веру и после смрти сина. Алекс заправо није њен нећак, већ једно од деце коју су она и њен муж отели годинама раније. Након тога, Холи пуца Доверу у ногу и баца га у рупу ископану у близини њене куће, где је држала децу. У јами, он открива звиждаљку своје ћерке.
Локи посећује Холи да би је обавестио о проналаску Алекса. У кући проналази Ану, ћерку Доверових, којој Холи убризгава другу дрогу. Она пуца у Локија, лагано га ранивши, а он успева да је убије. Крварећи, он свом снагом јури у најближу болницу са Аном.
Девојчица се, као и Локи, опоравља. Новине извештавају о успешном окончању случаја и нестанку Келера. Филм се завршава тако што Локи, који стоји близу јаме са Келером, чује звук звиждаљке који је Ана изгубила.

## Улоге
| Глумац               | Улога                 |
| -------------------- | --------------------- |
| Хју Џекман           | Келер Довер           |
| Џејк Џиленхол        | детектив Локи         |
| Вајола Дејвис        | Ненси Берч            |
| Марија Бело          | Грејс Довер           |
| Теренс Хауард        | Френклин Берч         |
| Мелиса Лио           | Холи Џоунс            |
| Пол Дејно            | Алекс Џоунс           |
| Дилан Минет          | Ралф Довер            |
| Зои Соул             | Елајза Берч           |
| Ерин Герасимович     | Ана Довер             |
| Кајла Дру Сајмонс    | Џој Берч              |
| Вејн Дувал           | капетан Ричард О’Мали |
| Лен Кару             | отац Патрик Дан       |
| Дејвид Дастмалчијан) | Боб Тејлор            |
| Џеф Поуп             | Елиот Миланд          |